# Panorpa ensigera
Panorpa ensigera är en näbbsländeart som beskrevs av Bicha 1983. Panorpa ensigera ingår i släktet Panorpa och familjen skorpionsländor. Inga underarter finns listade i Catalogue of Life.